# Viran Morros
Viran Morros de Argila (* 15. Dezember 1983 in Barcelona) ist ein spanischer ehemaliger Handballspieler. Er wurde im linken Rückraum und in der Abwehr eingesetzt. Morros gilt als einer der besten Abwehrspieler seiner Zeit.

## Karriere
Morros begann erst spät mit dem Handballspiel, er wurde im Alter von 15 Jahren bei einem von Valero Rivera betreuten Sommercamp von den Trainern des FC Barcelona entdeckt. Bis dato hatte er Fußball gespielt.

### Verein
Spanien (Liga Asobal)
Morros lief zunächst für die Nachwuchsmannschaft des FC Barcelona auf, stand aber auch schon ab der Saison 2000/2001 im Aufgebot der ersten Mannschaft des Vereins. Er debütierte am 17. Oktober 2002 in der Liga Asobal, Spaniens erster Liga. In den drei Spielzeiten wurde er allerdings nur in acht Spielen eingesetzt. In seiner Zeit von 2000 bis 2003 beim FC Barcelona gewann der Verein die spanische Meisterschaft (2003), die Supercopa (2001), Copa Asobal (2001, 2002) sowie den EHF-Pokal (2003).

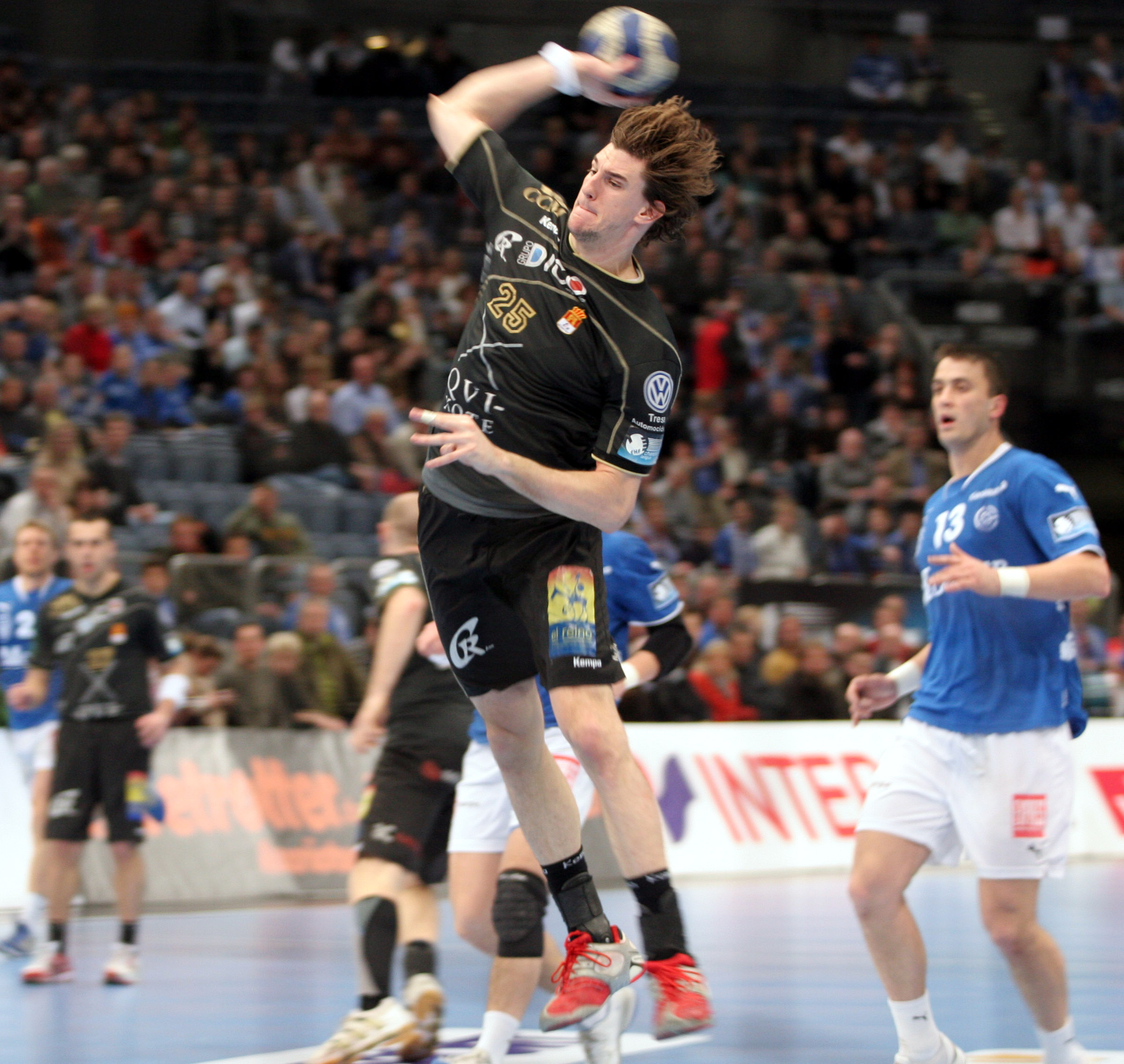
Morros in einem Spiel der Champions League (2008)

Er wechselte wegen der geringen Einsatzmöglichkeiten bei Barcelona innerhalb der spanischen Liga zur Saison 2003/2004 zum SD Teucro. Erstmals spielte er hier auf der Position des Verteidigers. Hier wurde er in 30 Ligaspielen eingesetzt, in denen er 40 Tore warf. Dabei wurden sowohl der BM Valladolid als auch Manuel Cadenas auf ihn aufmerksam, Cadenas verpflichtete ihn letztlich für Ademar León.
Mit Ademar León lief er von 2004 bis 2007 auf. In der spanischen Liga wurde er in 90 Spielen für den Verein aus León aufgeboten und erzielte darin insgesamt 148 Tore. Morros entwickelte sich hier zum Abwehrspezialisten. Größter Erfolg war der Gewinn der Europapokals der Pokalsieger in der Saison 2004/2005. Nach drei Jahren in León folgte er einem Angebot des Spitzenvereins BM Ciudad Real.
Ab der Saison 2007/2008 lief er mit der Rückennummer 25 und dem Namen Viran auf dem Trikot für BM Ciudad Real auf, Trainer war Talant Dujshebaev. In 115 Partien der Liga Asobal erzielte er für den Verein aus Ciudad Real bis einschließlich der Saison 2010/2011 insgesamt 243 Treffer. Er gewann mit dem Team drei Mal die spanische Meisterschaft (2008, 2009, 2010), zwei Mal die EHF Champions League (2008 und 2009) sowie ein Mal den IHF Men’s Super Globe (2010). Obwohl ihn der Verein halten wollte, ging Morros nach der Saison 2010/2011 wieder zu seinem ersten Verein, dem FC Barcelona, zurück.
Ab der Saison 2011/2012 war Viran Morros wieder bei FC Barcelona aktiv. Mit diesem Verein wurde Morros sieben Mal spanischer Meister (2012, 2013, 2014, 2015, 2016, 2017 und 2018), gewann fünf Mal den spanischen Pokalwettbewerb (2014, 2015, 2016, 2017 und 2018), sieben Mal die Copa Asobal (2012, 2013, 2014, 2015, 2016, 2017 und 2018) und ebenfalls sieben Mal den Supercup (2012, 2013, 2014, 2015, 2016, 2017 und 2018). Zwei Mal war er mit Barcelona Sieger im IHF Men’s Super Globe (2013 und 2014). Er trug die Rückennummer 27 und als Namen Viran auf dem Trikot. Nachdem sein Vertrag im Jahr 2018 ausgelaufen war, wechselte er zum französischen Verein Paris Saint-Germain.

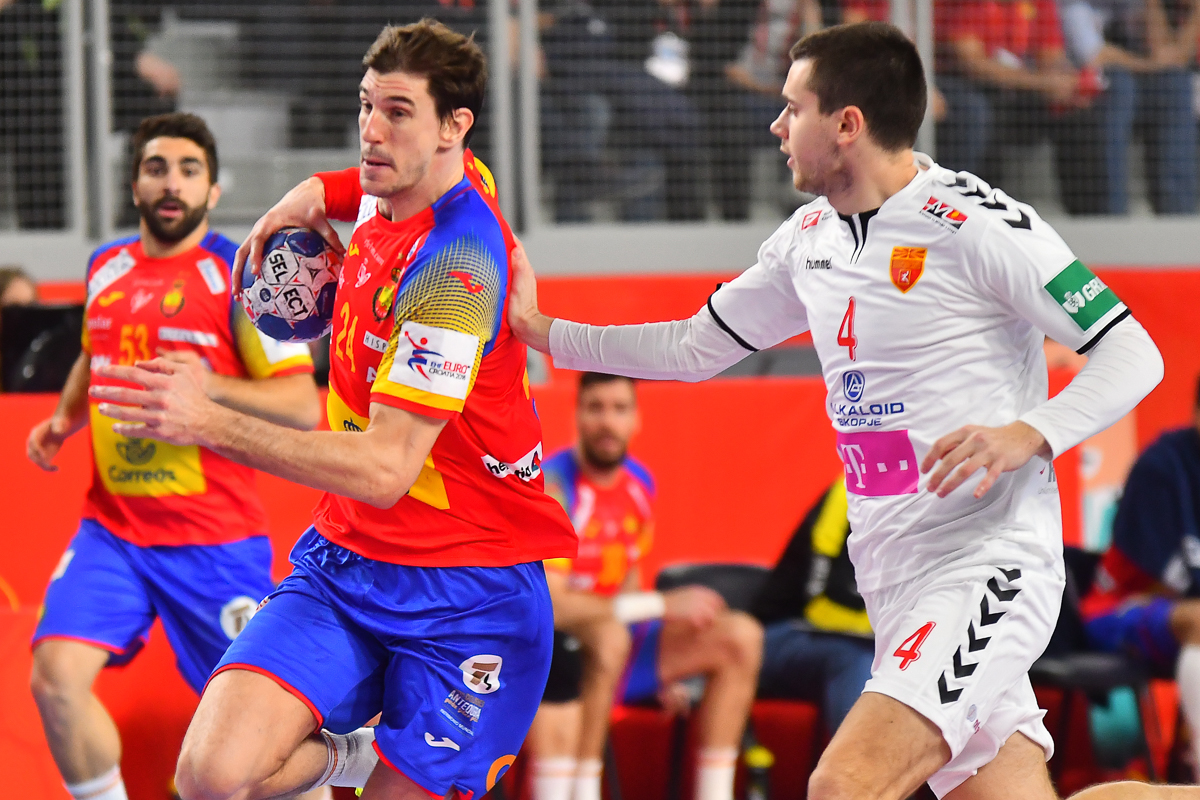
Morros im Jahr 2018 im Aufgebot der spanischen Nationalmannschaft

Von 2000 bis 2018 wurde er in der Liga Asobal insgesamt in 434 Partien aufgeboten und warf dabei 514 Tore. In sieben Spielzeiten wurde er als bester Verteidiger der Liga gewählt (2007/2008, 2012/2013, 2013/2014, 2014/2015, 2015/2016, 2016/2017 und 2017/2018).
Frankreich (Starligue)
Ab der Saison 2018/19 stand er in Frankreich beim Erstligisten Paris Saint-Germain unter Vertrag, der Vertrag war zunächst bis 2020 befristet. Mit dem Verein aus Paris gewann er drei Mal in Folge die Meisterschaft. Für PSG lief er mit der Rückennummer 23 auf.
In 71 Spielen in der Starligue warf Morros 22 Tore. Er wurde als bester Abwehrspieler der Saison 2019/2020 ausgezeichnet.
Deutschland (Bundesliga)
Im Juni 2021 wechselte Morros nach Deutschland zum Bundesligisten Füchse Berlin, er erhielt einen Vertrag für eine Saison. Für die Berliner warf er drei Tore in der Ligasaison 2021/2022 sowie eins in der EHF European League.
Bei den Füchsen trug er die Rückennummer 23.
Schweiz (Handball League)
Zur Saison 2022/23 wechselte er zum Schweizer Erstligisten Pfadi Winterthur, für den er mit der Rückennummer 24 und dem Namen Viran auflief. Nach der Spielzeit 2023/24 beendete er seine Karriere.

### Nationalmannschaft
Viran Morros wurde von 2001 bis 2024 auch für spanische Auswahlmannschaften der RFEBM aufgeboten.
Er debütierte am 6. April 2001 mit der Jugendnationalmannschaft Spaniens. Bis 2003 lief er in sechs Spielen auf und warf dabei vier Tore.
Bereits am 16. Mai 2002 wurde er auch für die Juniorenauswahl nominiert, in diesem Jahr war er in zehn Spielen auf dem Feld und warf darin 23 Tore.
Mit der spanischen Nationalmannschaft lief Morros erstmals am 13. Juni 2003 auf. Bis zu seinem letzten Länderspiel am 12. Mai 2024 absolvierte er für Spaniens Nationalmannschaft insgesamt 259 Länderspiele und erzielte 169 Tore.
Er stand im Aufgebot der RFEBM bei den Mittelmeerspielen 2005 (1. Platz), der Weltmeisterschaft 2009 (13. Platz), der Europameisterschaft 2010 (6. Platz) und der Weltmeisterschaft 2011 (3. Platz). Bei der Handball-Europameisterschaft 2012 (4. Platz) wurde er zum besten Abwehrspieler gekürt. 2012 nahm er an den Olympischen Spielen (7. Platz) teil, bei der Weltmeisterschaft 2013 im eigenen Land gewann er mit Spanien den Titel. Im folgenden Jahr gewann er die Bronzemedaille für den dritten Platz bei der Europameisterschaft 2014. Morros spielte auch bei der Weltmeisterschaft 2015 (4. Platz), der Europameisterschaft 2016 (2. Platz) und der Weltmeisterschaft 2017 (5. Platz), der Europameisterschaft 2018 (1. Platz), der Weltmeisterschaft 2019 (7. Platz), der Europameisterschaft 2020 (1. Platz), der Weltmeisterschaft 2021 (3. Platz) und bei den Olympischen Spielen 2021 (3. Platz); aufgrund einer Oberschenkelverletzung konnte Morros nach dem dritten Spiel nicht mehr am olympischen Turnier teilnehmen. Er stand auch im spanischen Aufgebot bei der Europameisterschaft 2024 (13. Platz).
In der Nationalmannschaft lief er mit der Rückennummer 24 und dem Namen Viran M. bzw. Morros auf dem Shirt auf.

### Erfolge
Morros konnte in seiner Karriere insgesamt 53 Titel gewinnen.
Verein:
- 10 × Spanischer Meister 2003 (ohne Einsatz), 2008, 2009, 2010, 2012, 2013, 2014, 2015, 2016, 2017 und 2018
- 7 × Spanischer Supercup 2001 (ohne Einsatz), 2008, 2011, 2013, 2014, 2015, 2016, 2017 und 2018
- 9 × Spanischer Pokalsieger 2001 (ohne Einsatz), 2002 (ohne Einsatz), 2008, 2011, 2012, 2013, 2014, 2015, 2016, 2017 und 2018
- 7 × Spanischer Königspokal 2008, 2011, 2014, 2015, 2016, 2017 und 2018
- 3 × Französischer Meister 2019, 2020 und 2021
- Französischer Pokalsieger 2021
- EHF-Pokal 2003
- EHF Champions Trophy 2003
- Europapokal der Pokalsieger 2005
- EHF Champions League 2008, 2009 und 2015
- 3 × IHF Men’s Super Globe 2010, 2013 und 2014

Nationalmannschaft:
- Mittelmeerspielen 2005: 1. Platz
- Weltmeisterschaft 2011: 3. Platz
- Weltmeisterschaft 2013: 1. Platz
- Europameisterschaft 2014: 3. Platz
- Europameisterschaft 2016: 2. Platz
- Europameisterschaft 2018: 1. Platz
- Europameisterschaft 2020: 1. Platz
- Weltmeisterschaft 2021: 3. Platz
- Olympische Spiele 2021: 3. Platz

### Ehrungen
- 7 × bester Verteidiger der Liga Asobal (2007/2008, 2012/2013, 2013/2014, 2014/2015, 2015/2016, 2016/2017 und 2017/2018)
- Europameisterschaft 2012: Auszeichnung als bester Abwehrspieler
- bester Abwehrspieler der Starligue (2020)
- Aufnahme in die Hall of Fame of European handball (2024)[28]